# 口伝鈔
口伝鈔（くでんしょう）とは、浄土真宗本願寺第3代覚如の著作で1331年（元弘元年）に記された。
覚如が、親鸞の孫にあたる如信より口授された教義を記したことから、この名が付けられた。上中下の三巻からなる。